# Maurice Claeysplein

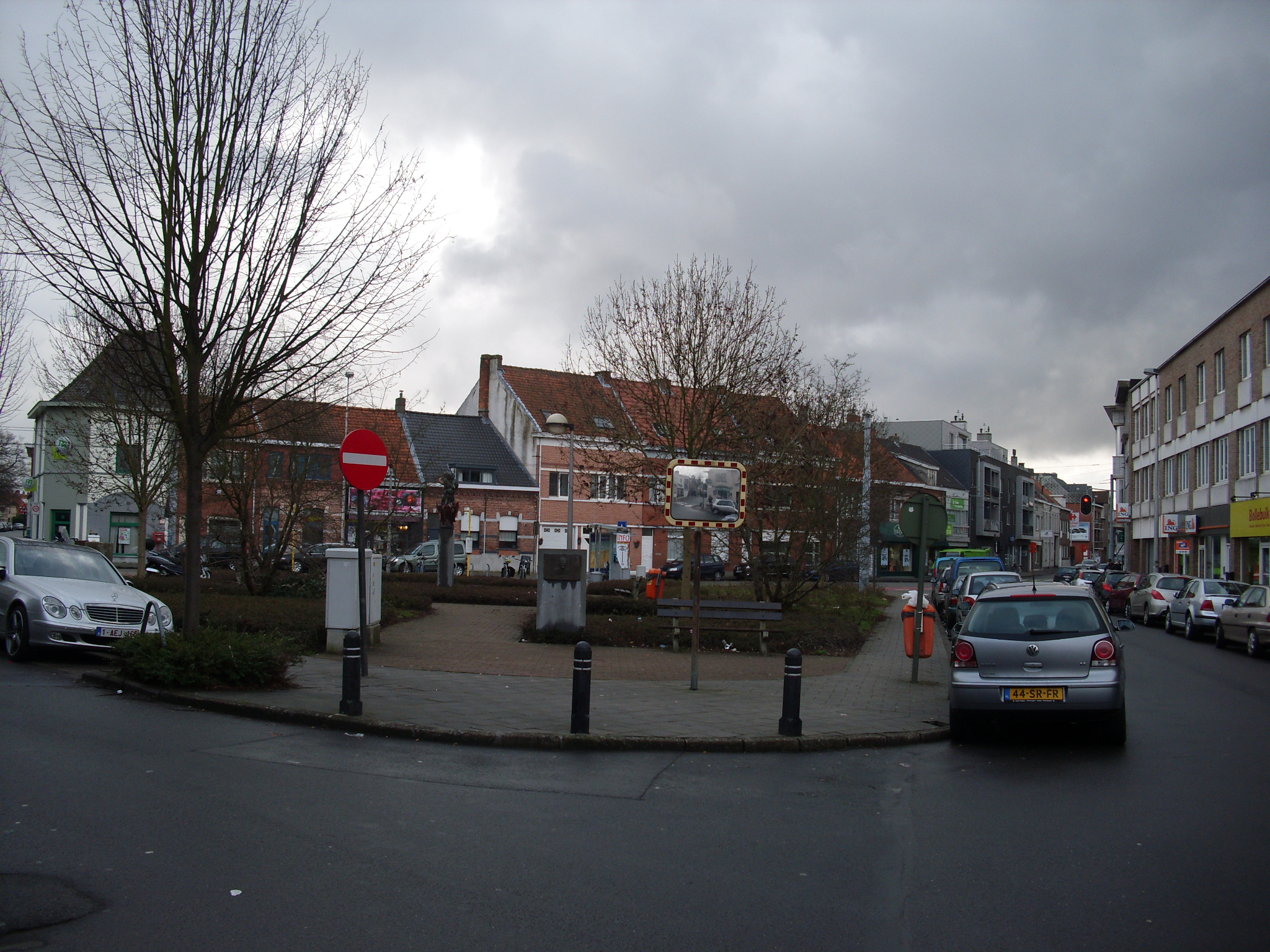
Het Maurice Claeysplein.

Het Maurice Claeysplein is een plein in de voormalige Belgische gemeente Mariakerke, thans een deelgemeente van Gent. Dit driehoekige plein ligt aan de Brugsesteenweg en is tevens toegankelijk via de Zandloperstraat en de Elfnovemberstraat.

## Zomerlief
Midden op het plein staat een monument van het Zomerlief, de centrale figuur op de jaarlijkse kermis in Mariakerke. Daarnaast een gedenksteen van de naamgever van deze ontmoetingsplaats Maurice Claeys (1884-1956), met de vermelding op het straatnaambordje "Bezieler van de jeugdbeweging". Ondanks de geringe grootte van deze ruimte zijn alle attributen aanwezig: enig groenaanleg met zitbanken, een bushokje, een telefooncel en een elektronisch infobord. Rust kan men er maar weinig vinden omwille van de druk bereden Brugsesteenweg.